# Essieu rigide
 (octobre 2021).
Si vous disposez d'ouvrages ou d'articles de référence ou si vous connaissez des sites web de qualité traitant du thème abordé ici, merci de compléter l'article en donnant les références utiles à sa vérifiabilité et en les liant à la section « Notes et références ».
Un essieu rigide sur un véhicule est un type d'essieu de propulsion ne comportant pas de cardan. et souvent un amortissement sommaire.

## Description
l'arbre de transmission arrière est relié directement aux roues sans aucun mécanisme intermédiaire. L'amortissement est souvent rudimentaire (barres de torsion ou ressort à lames par exemple).

## Intérêt
Sa facilité de construction permet de réduire les couts de fabrication, de montage et d'entretien. Sa solidité permet de transporter des charges lourdes sur des terrains peu entretenus.

## Utilisation
Généralement utilisé sur des véhicules lourds ne nécessitant pas d'amortissement sophistiqué. Ce peut être :
- Le pont arrière des 4x4 et des camions mais de moins en moins celui des autocars,
- le sophistiqué essieu De Dion.